# Катунін Юрій Андрійович
Юрій Андрійович Катунін (1 грудня 1956, Червоноармійське, Запорізька область — 5 лютого 2016, Сімферополь) — український філософ та релігієзнавець. Доктор історичних наук (2004), професор (2008). Декан філософського факультету Таврійського національного університету (2009—2016). Відмінник освіти України. Заслужений працівник освіти Автономної Республіки Крим (2013). Член Кримської асоціації філософів.

## Життєпис
Народився 1 грудня 1956 року в селі Червоноармійське Запорізької області у родині агронома і доярки. Навчався у Червоноармійській середній школі. Працював слюсарем у ремонтній майстерні колгоспу ім. Калініна.
1975 року вступив до історичного факультету Сімферопольського університету ім. Фрунзе. Був старостою, комендантом гуртожитку, командиром студентського будівельного загону та профспілковим організатором факультету. 1980 року після навчання почав працювати істориком на кафедрі філософії, теорії та історії світової і вітчизняної культури.
1994 року захистив кандидатську дисертацію на тему «Історія Сімферопольської і Кримської єпархії». 2004-го захистив докторську дисертацію в МДУ на тему «Православна церква і держава: проблема взаємовідносин в 1917—1939 рр. (На матеріалах Криму)». 2006 — рішенням президії ВАК України це звання було підтверджено.
2009 — обраний професором кафедри культурології та деканом філософського факультету ТНУ.
2010 — увійшов до складу комітету Автономної Республіки Крим у справах релігій.
Засновник та головний редактор журналу «Культура народів Причорномор'я».
У березні 2014 — після початку тимчасової окупації Криму РФ очолив кримське відділення російського товариства «Знання».
З жовтня 2015 року — начальник управління міжнародної діяльності Кримського університету ім. Вернадського під керівництвом окупаційної влади РФ.
Помер 5 лютого 2016 року в Сімферополі.

## Нагороди
- Відмінник освіти України[7]
- Заслужений працівник освіти АРК (2013)[2]

## Сім'я
1978 року під час навчання у Сімферополі познайомився зі своєю майбутньою дружиною Оленою Жигулін, уродженкою Мелітополя. Мав двох дітей Наталю та Антона.